# Craspedosis undulosa
Craspedosis undulosa är en fjärilsart som beskrevs av W. Warren 1894. Craspedosis undulosa ingår i släktet Craspedosis och familjen mätare. Inga underarter finns listade i Catalogue of Life.